# Чайка (мюзикл)
«Чайка» — мюзикл южнокорейского режиссёра-постановщика Те Сик Кана и российского режиссера Артем Каграманян по одноимённой пьесе Антона Павловича Чехова. Премьера состоялась 7 сентября 2017 года в московском театре Луны. Мюзикл также запланирован к показу в Южной Корее.

## Сюжет
В имение действительного статского советника в отставке Петра Николаевича Сорина, где он проживает с племянником Константином Гавриловичем Треплевым, приезжают гости: его сестра, актриса Ирина Николаевна Аркадина, и её возлюбленный, беллетрист Борис Алексеевич Тригорин.
Треплев влюблён в дочь помещика Нину, которая в свою очередь — в Тригорина. В конечном счёте неразделённая любовь приводит Константина к мысли о самоубийстве.

## Действующие лица и исполнители
| Персонаж                      | Исполнители                                           |
| ----------------------------- | ----------------------------------------------------- |
| Ирина Николаевна Аркадина     | Анастасия Стоцкая                                     |
| Константин Гаврилович Треплев | Никита Пресняков, Евгений Зайцев                      |
| Борис Алексеевич Тригорин     | Иван Ожогин, Дмитрий Новицкий                         |
| Нина Михайловна Заречная      | Вероника Лысакова, Анфиса Калимуллина                 |
| Маша                          | Мария Милешкина, Ольга Ершова                         |
| Полина Андреевна              | Оксана Костецкая, Анастасия Савицкая                  |
| Пётр Николаевич Сорин         | Владимир Халтурин, Грант Каграманян, Евгений Кириллин |
| Семён Семёнович Медведенко    | Евгений Кириллин, Александр Космачев, Сергей Сорокин  |
| Илья Афанасьевич Шамраев      | Михаил Бабичев, Андрей Клюев                          |
| Евгений Сергеевич Дорн        | Игорь Карташев, Владимир Ябчаник                      |
| Яков                          | Павел Елисеев                                         |

## Постановочная группа
- Идея и постановка — Те Сик Кан
- Режиссер-постановщик — Артем Каграманян[9][10][11]
- Композиторы — Георгий Юн, Татьяна Солнышкина
- Либретто — Борис Рывкин
- Музыкальный руководитель — Татьяна Солнышкина
- Аранжировка — Евгений Поздняков, Сергей Капацинский
- Концертмейстер — Анна Петухова
- Сценография — Софья Егорова
- Художник по костюмам — Елена Железнякова; Евгений Власов
- Хореограф-постановщик — Дмитрий Масленников
- Помощники режиссера — Наталья Рыжакова, Татьяна Пашкова
- Креативный продюсер — Алена Торгало
- Графика — студия Pandafilm
- Продолжительность: 2 часа 40 мин. (с антрактом)

## Отзывы
Мюзикл получил положительные оценки российских театральных критиков.